# Río Cocapata
Der Río Cocapata ist einer der Quellflüsse des Río Beni und liegt an den Osthängen der Anden-Kordilleren in dem südamerikanischen Andenstaat Bolivien. Verwaltungstechnisch gehört der Fluss in seiner gesamten Länge zum Municipio Cocapata in der Provinz Ayopaya im Departamento Cochabamba.

## Río Laca Laca
Der Río Cocapata entspringt  am südwestlichen Ende der Cordillera de Cocapata, am Nordrand der Cordillera Oriental. Die Quelle des Río Cocapata liegt in einer Höhe von 4675 m am Nordosthang des Cerro Venatani (4787 m), von dort aus fließt der Fluss auf den ersten neun Kilometern in weitgehend westlicher Richtung und durchquert dabei verschiedene kleinere Hochgebirgsseen und trägt dann den ursprünglichen Namen Río Laca Laca.

## Río Jatun Mayu
Der Fluss trifft dann an der nach Norden verlaufenden Ruta 4103 auf den Abfluss der Laguna Pararani und wendet sich in nordwestliche Richtung und folgt der Straße bis zur Ortschaft Chorito. Auf diesem Flussabschnitt trägt er auch die Bezeichnung Río Jatun Mayu und trifft bei Chorito auf den aus Südwesten zulaufenden Río Puncuwaykho.

## Río Cocapata
Spätestens ab Chorito trägt der Fluss den Namen Río Cocapata und wird auf seinem Weg nach Nordwesten entlang der Cordillera de Cocapata bis zur Ortschaft Cocapata weiter von der Ruta 4103 begleitet.
Auf den restlichen fünfzehn Kilometern weist der Fluss dann ein erhebliches Gefälle auf, bis er bei Cotacajes in den Río Cotacajes mündet. Der Fluss hat in seinem gesamten Verlauf bis zu seiner Mündung eine Länge von 45 Kilometern.